# Эсхин из Сфетта
Эсхин из Сфетта или Эсхин Сократик (др.-греч. Αἰσχίνης; между 430 и 420 годами до н. э. — после 356 года до н. э.) — древнегреческий философ. В научной литературе его часто называют Эсхином Сократиком, чтобы отличить от знаменитого тёзки-оратора. Был одним из наиболее преданных учеников Сократа. Сохранился фрагмент речи оратора Лисия, где обвинитель подчёркивает несоответствие слов Эсхина, который постоянно говорит «много пышных речей о справедливости и добродетели», его постыдным делам. В позднеантичной традиции Эсхина изображали бедствующим философом, вынужденным зарабатывать на хлеб сочинением судебных речей, платными уроками, получать подарки от тирана Сиракуз Дионисия Младшего.
Эсхин является одним из основоположников жанра сократического диалога. Сочинения Эсхина оказали влияние на творчество Платона. До наших дней дошли лишь фрагменты из его сочинений, на основании которых учёными произведена реконструкция сюжета нескольких диалогов. Эсхин первым из философов описал влияние любви на процессы воспитания и образования.

## Биография

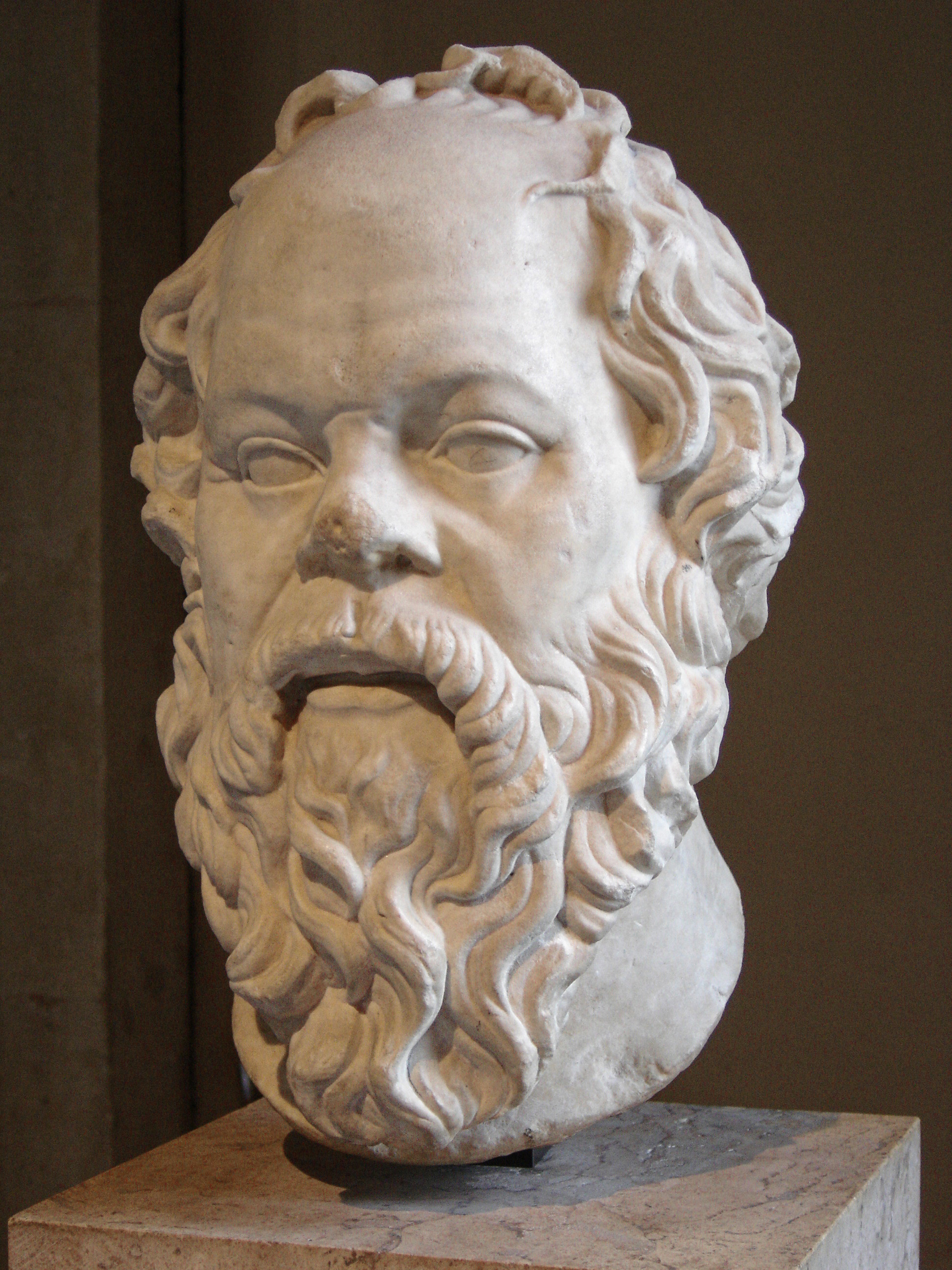
Учитель Эсхина Сократ. Римская копия с греческого оригинала. Лувр, Париж

Эсхин родился между 430 и 420 годами до н. э. в семье Лисания или колбасника Харина из аттического дема Сфетт. В молодости стал одним из самых преданных учеников Сократа. Луций Анней Сенека и Диоген Лаэртский в разных вариациях передают рассказ о том, как ученики Сократа соревновались в том, кто из них преподнесёт лучший подарок учителю. Эсхин сказал: «Я беден, ничего другого у меня нет, так возьми же меня самого», на что Сократ воскликнул: «Разве ты не понимаешь, что нет подарка дороже?!». Эсхин, среди других учеников, был на суде над Сократом и находился рядом с учителем во время казни. По версии Диогена Лаэртского, был готов подкупить стражу, чтобы освободить учителя. Приведенный Платоном список присутствующих около Сократа в последний день его жизни, в который входит и Эсхин, имеет большое значение для истории философии. Перечисленные в нём люди составляют т. н. «круг Сократа» — тех, кого в специальной литературе называют «сократиками».
После смерти Сократа его ученики какое-то время заботились о семье учителя. В одном из сократических писем, позднеантичном источнике II—III века, Эсхин сообщает вдове Сократа Ксантиппе, что друзья философа шлют из Мегар еду и деньги. Он приглашал её в Мегару, а также подчёркивал, что поддержка семьи Сократа — исключительная привилегия друзей казнённого философа.
После смерти учителя бедствовал. Зарабатывал на жизнь сочинением судебных речей и платными уроками. Согласно позднеантичной традиции, Эсхин подражал знаменитому ритору Горгию и был «весьма опытен в ораторском искусстве», а среди его клиентов были отец демагога Фаякса Эрасистрат и богатейший человек своего времени Дион Сиракузский. Знаменитый афинский оратор Лисий написал речь «Против сократика Эсхина по поводу долга». До наших дней из неё дошёл лишь фрагмент, представляющий Эсхина в крайне негативном свете. Сначала Лисий говорит: «Нет никого столь чуждого философии, как философы», а затем развивает данный тезис. Он удивляется, как ученик Сократа, который постоянно говорит «много пышных речей о справедливости и добродетели», поступает таким неподобающим способом. Среди прочего Лисий ставит в вину Эсхину: «берёт вино в долг без отдачи […] занятые деньги он считает гораздо более своими, чем оставленные ему отцом. А разве он не завладел имуществом парфюмерного торговца Гермея, соблазнивши его жену, семидесятилетнюю старуху? Притворившись влюблённым в неё, он так её настроил, что мужа её и сыновей сделал нищими, а себя — из кабатчика парфюмерным торговцем».
В позднеантичных источниках сохранился образ Эсхина — нищего философа. Таковым его называет Афиней. Он же писал, что у «нищего» Эсхина был всего лишь один ученик Ксенократ, да и того переманил Платон. Ещё в античной литературе упомянут ученик Сократа Аристотель Миф. Диоген Лаэртский передаёт анекдот о том, что Сократ, видя, как Эсхин мучается от бедности, предложил ученику «брать в долг у самого себя», то есть меньше есть. Аристипп или Платон помогли ему встретиться с тираном Сиракуз Дионисием. Эсхин преподнёс тому свои сочинения и получил дорогие подарки. Согласно Диогену Лаэртскому, Эсхин пробыл в Сиракузах вплоть до свержения Дионисия Младшего Дионом в 357 году до н. э.
Умер Эсхин после 356 года до н. э. Обстоятельства его смерти неизвестны.

## Сочинения
Эсхин один из основоположников жанра сократического диалога, чьё творчество повлияло на Ксенофонта и Платона. Конрад Гайзер датирует первые произведения Эсхина 399—390 годами до н. э. Диоген Лаэртский перечисляет семь произведений, которые, по всей видимости, принадлежат Эсхину: «Мильтиад», «Каллий», «Аксиох», «Аспазия», «Алкивиад», «Телавг», «Ринон».
В 1711 году вышло первое, подготовленное Жаном Леклерком, издание трудов Эсхина, которое содержало три псевдоплатоновских диалога «О добродетели», «Эриксий» и «Аксиох». Современные учёные считают, что ни один из них не принадлежит Эсхину. Дело Жана Леклерка продолжили Пётр Хоррей и Иоганн Фридрих Фишер. Их издания содержали всё те же диалоги, а также подборку фрагментов из других античных источников. Первое критическое исследование с разбором творчества Эсхина появилось лишь в 1850 году. В 1910-х годах были опубликованы сразу два критических издания наследия Эсхина. Книга Г. Диттмара «Aischines von Sphettos. Studien zur Literaturgeschichte der Sokratiker. Untersuchungen und Fragmente» 1912 года признана классической и до сих пор не утратила актуальности. Казалось бы, навсегда утраченные труды Эсхина были фрагментарно обнаружены в XX веке в Оксиринхских папирусах. В 13-м томе опубликован фрагмент диалога «Алкивиад», а в 1979 году вышел 39-й том с фрагментами «Мильтиада». На 2017 год наиболее полным изданием творческого наследия сократиков, в том числе и Эсхина, считается 4-томный труд Габриэля Джианнантони «Socratis et Socraticorum Reliquiae» 1990 года.
Ни один из диалогов Эсхина не дошёл до современников полностью. Об их содержимом антиковеды во многом судят по сохранившимся фрагментам, в том числе цитатам из других античных источников. В диалоге «Каллий», названном по имени богатейшего гражданина Афин, Эсхин описывает опасность обладания большим состоянием человеком без высоких моральных качеств. Тема самого раннего диалога «Мильтиад» — пайдейя. Образование является основой ещё двух диалогов — «Алкивиад» и «Аспазия».

### «Алкивиад» и «Аспазия»

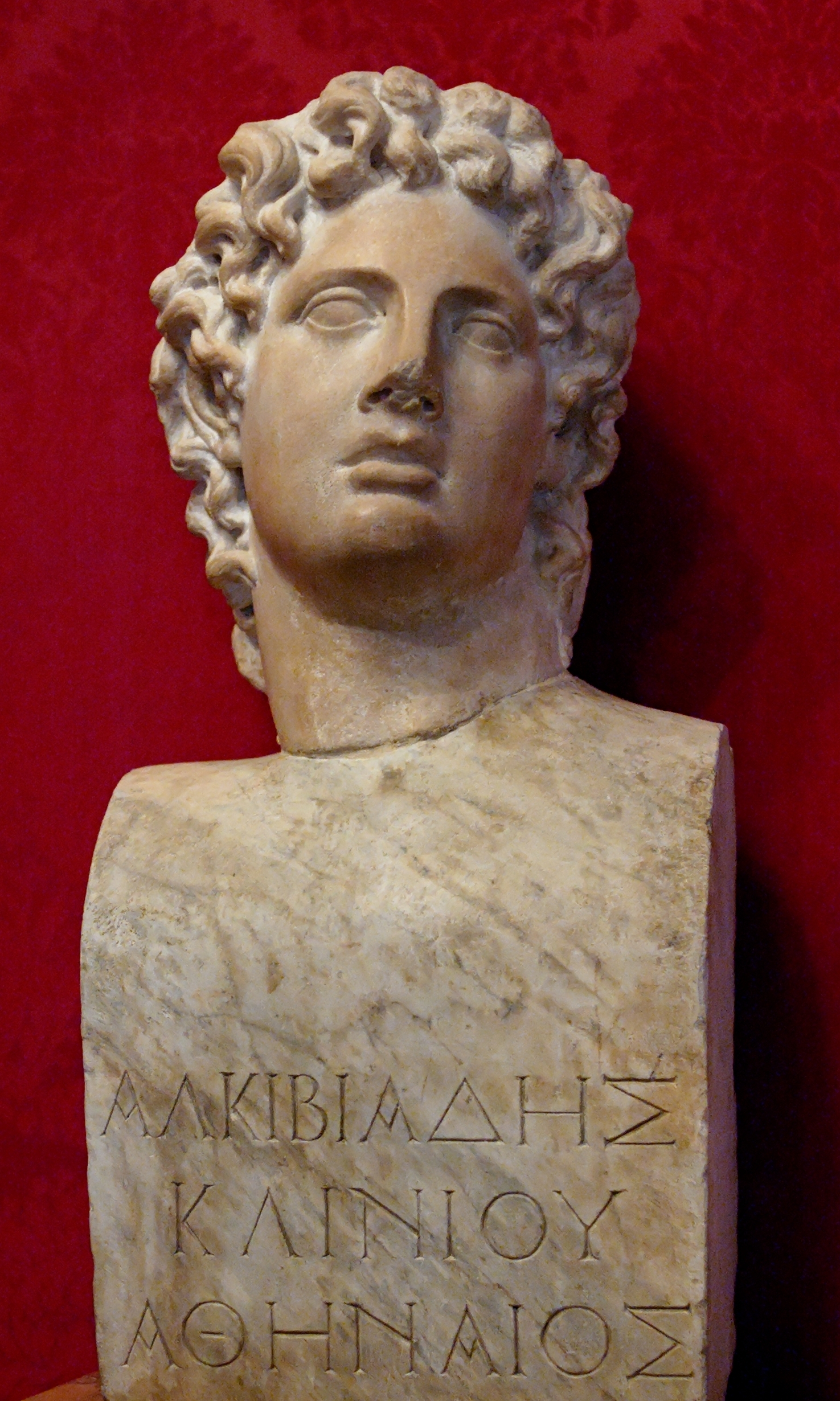
В диалоге «Алкивиад» описан процесс перевоспитания молодого и самоуверенного политика

«Алкивиад» представляет собой диалог в диалоге. Его могут относить к одному из первых произведений в жанре протрептика — побуждения или приглашения читателю заняться изучением философии. Сократ пересказывает кому-то свой разговор с Алкивиадом. Целью Сократа в данном случае становится возвращение молодого и самонадеянного человека на путь добродетели. В начале Алкивиад демонстрирует чрезмерную самоуверенность, считает себя лучше не только всех своих современников, но и великих деятелей прошлого, включая Фемистокла. Сократ вынуждает Алкивиада признать, что экстраординарные ум и сообразительность Фемистокла были не врождёнными, а приобретёнными качествами. Он приводит два примера из жизни политика, которые позволили победить самую могущественную на тот момент армию мира, спасти Элладу от завоевания персами. Затем Сократ подчёркивает, что даже сообразительность Фемистокла не защитили его от последующих несчастий, изгнания из родного города, необходимости скитаться на чужбине. Сократ подытоживает свой рассказ словами: «Как ты думаешь, что происходит с плохими людьми, которые не заботятся о себе? Разве преходящий успех в их малых делах представляет собой что-либо примечательное?» Речь Сократа произвела на Алкивиада обескураживающее действие. Он плачет и просит учителя обучить его добродетели.
В конце диалога Сократ заключает, что смог помочь Алкивиаду. Произошло это не из-за навыков (τεχνέ) и знаний Сократа, а благодаря божественному провидению. Завершается диалог фразой: «И хотя я не знаю навыков, которым мог бы научить кого-либо, чтобы принести ему пользу, тем не менее я полагаю, что при общении с Алкивиадом мог бы сделать его лучше силой любви». Здесь, впервые в мировой философии, поднята тема Эроса как воспитательной силы.

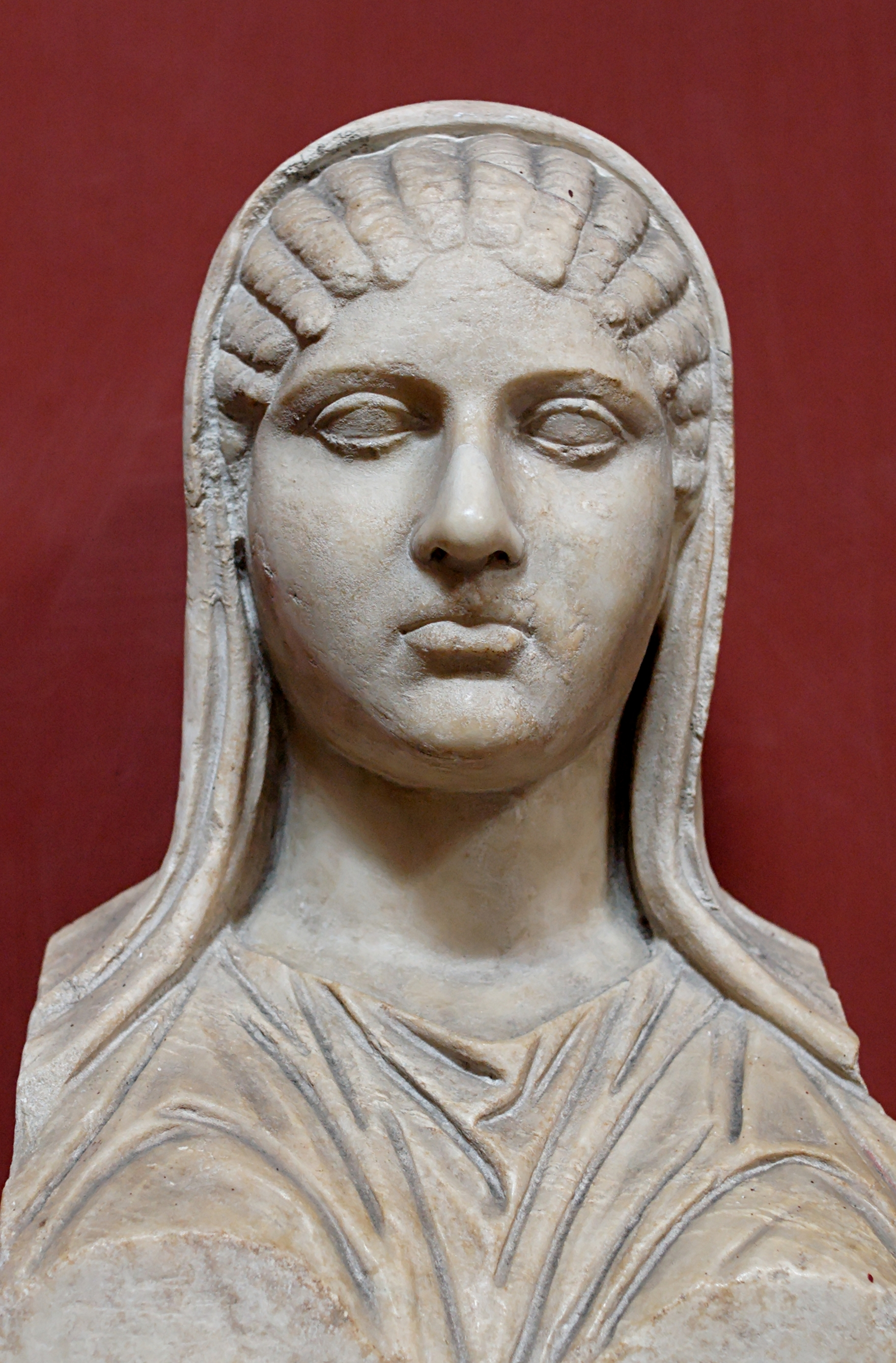
Литературный образ мудреца и соблазнительницы Аспазии в одноимённом диалоге Эсхина полностью соответствует историческому

Композиция диалога «Аспазия» достаточно сложна. Аспазия — гетера и возлюбленная Перикла, отличавшаяся не только красотой, но и умом. В её ближайший круг входили наиболее знаменитые учёные, философы, архитекторы и другие выдающиеся личности Древних Афин. Сократ пересказывает Каллию разговор Аспазии с Ксенофонтом и его супругой. Сократ вначале слушает разговор гетеры с Ксенофонтом, а затем с его женой. Аспазия ни в чём не убеждает своих собеседников, она лишь ставит вопросы, ответы на которые очевидны. Тем самым она подводит их к правильным ответам. Жену Ксенофонта она спрашивает, не предпочла бы та одежды и украшения соседки, будь те лучше. Подобный вопрос она задаёт и Ксенофонту, только приводит в пример доспехи и коня. Последний вопрос касается супруга/супруги, не предпочёл бы каждый другого/другую, коли тот/та лучше. Вместо ответа жена Сократа краснеет, а Ксенофонт замолкает.
Из вопросов Аспазии напрашивается вывод о том, что необходимо стремиться к самосовершенствованию. Аспазия подталкивает собеседников к этой мысли, обращению к себе. Воспитательной силой в данном случае служит Эрос, так как любовь и боязнь потерять своего мужа/жену, желание соответствовать, должны побуждать человека становиться лучше. Роль Аспазии выбрана неслучайно. Она выступает одновременно в роли мудреца и соблазнителя. Исторический образ в данном диалоге полностью соответствует литературному. Одновременно Аспазия воплощает описанные «отцом риторики» Горгием возможности «слова» — убеждение и побуждение.
Эсхин первым из учеников Сократа обнаружил риторико-эротическую природу пайдейи. Взаимная любовь Ксенофонта и жены побуждает их к взаимному самосовершенствованию. Сократ стремится сделать лучше Алкивиада, так как испытывает к нему нежные чувства. Эти модели поведения впоследствии использовал Платон в своих сочинениях.

### Обвинения в плагиате
В труде Диогена Лаэртского содержится тест, который предполагает возможность нескольких по смыслу переводов. В изложении М. Л. Гаспарова он звучит как: «На него даже наговаривали — особенно охотно Менедем Эретрийский, — будто большая часть его диалогов писана на самом деле Сократом, а он раздобыл их у Ксантиппы и выдал за свои». При разборе оригинального текста предложена и другая трактовка: «А ещё Эсхин подвергался клевете, причём больше всего со стороны Менедема-эретрийца, который утверждал, что, дескать большинство диалогов, хотя они на самом деле Сократовы, Эсхин приписывал себе, получив их от Ксантиппы».
Далее следует указание на две группы сочинений. Одна из них, «безголовая» или «без названия», слаба, другая представлена семью диалогами. Первая группа сочинений по определению не может быть Сократовой. Одновременно авторство Эсхина также отвергается Писистратом Эфесским. Вторую группу сочинений приписывал себе Пасифонт из Эретрии. То есть в данном случае идёт речь о плагиате сочинений Эсхина. Косвенно это может свидетельствовать о качестве работ самого Эсхина. Раз кто-то пытался присвоить авторство его диалогов, то, по всей видимости, они как минимум не были плохими. Диоген Лаэртский также приводит, высказанное с иронией, обвинение Аристиппа в том, что Эсхин приписал себе одно из декламируемых сочинений.